# Theo Benesch

Theo Benesch

Theo Benesch (* 21. Januar 1899 in Holitz; † 2. Dezember 1954 bei Wilsele) war ein deutscher Politiker (NSDAP) und Mitglied im nationalsozialistischen Reichstag.

## Leben
Benesch nahm nach dem Besuch der Oberrealschule in Stuttgart-Cannstatt als Kriegsfreiwilliger beim Württembergischen Gebirgsregiment am Ersten Weltkrieg teil. Nach Kriegsende war er als Maschinenbautechniker tätig und wohnte in Erlangen, Westliche Stadtmauerstraße 30 II. Er wurde 1923 Mitglied der NSDAP und trat der neu gegründeten Partei zum 29. Juli 1925 erneut bei (Mitgliedsnummer 13.047). Von 1927 bis 1933 war er Stadtrat in Erlangen und von 1929 bis November 1933 beim Gau Mittelfranken Geschäftsführer und Organisationsleiter. Zwischen Oktober 1930 und Oktober 1932 war Benesch Schriftleiter der Zeitschrift Der Stürmer.
Benesch vertrat die NSDAP als fanatischer Redner bei Kundgebungen in Mittelfranken und seit 1932 als MdL im Landtag von Bayern. Im November 1933 wurde er Geschäftsführer der NSDAP-Fraktion im Bayerischen Landtag. Am 12. November 1933 erfolgte seine Wahl in den nationalsozialistischen Reichstag, dem er nur bis März 1936 angehörte, da er nicht wieder gewählt wurde.
Benesch war nach dem Zweiten Weltkrieg Aufsichtsrat der Rhein-Main-Donau A.G. und bei den Staatlichen Bayerischen Berg-, Hütten- und Salzwerken.
Benesch starb bei einem Zugunglück.